# Henri Gauby
Pour les articles homonymes, voir Gauby.
Henri Gauby (né à Marseille le 20 octobre 1963 et mort dans la même ville le 27 novembre 2003) est un producteur français de rock.

## Biographie
Personnage emblématique de la scène rock d'Aix-en-Provence et de Marseille, il gravita dans le monde du disque et de la musique en tant que vendeur, chroniqueur de rock et producteur, sous le label "Henry Gauby Productions", de groupes locaux new wave, rock et garage de 1982 à la date de son décès à Marseille à l'hôpital Sainte Marguerite .
Consacrant l'essentiel de ses économies (sommes toutes modestes) à sa passion de la musique, il produisit le groupe aixois Hôtel du Nord, le groupe lyonnais Tales aux influences Doors, les vauclusiens de Presence, les marseillais Bootleggers aux racines rock and roll, l'hendrixien Still Life puis les très garage The Needs avec le concours du clavier des Vietnam Veterans, Lucas Trouble.
Ami de Steve Wynn guitariste et chanteur du Dream Syndicate qui céda aux Needs, le morceau Smooth, Henry Gauby partit à l'occasion en tournée européenne avec lui en Hollande et en Allemagne, en tant que témoin privilégié.
Lors de séjours aux États-Unis dans les années 1980, il eut l'occasion de rencontrer Randy California, le légendaire guitariste de Spirit et d'assister aux premiers concerts d'un groupe bruitiste alors inconnu en Europe du nom de Nirvana.Il côtoya aussi, à l'occasion, Rudi Protrudi, l'immense chanteur et leader des Fuzztones.
Son intégrité et sa ferveur envers le mythe rock ainsi que sa connaissance encyclopédique forçaient le respect de ceux qui le côtoyaient malgré un caractère entier peu enclin à la diplomatie et un style de vie parfois inspiré de ses idoles les plus pures (Tommy Bolin, Stiv Bators entre autres) .
En 2005 à Marseille, un concert intitulé "Dead boys never rust" des Needs reformés à cette occasion et accompagnés en première partie par Still Life rendit hommage à cette personnalité qui, à son modeste niveau, n'entretint pas moins la flamme rock and roll pendant 20 ans dans le sud de la France laissant une quinzaine de productions (45 tours, LP, Cd compris) d'un bon niveau et dénuées de toute compromission.

## Discographie

### K7
The Needs
- They are coming to take you away!! 1990 (Nasty evil release)

### LP
Hôtel du nord
- Bienvenue (Maxi 4 titres) (1982)
- Rose-Marie la guerre (Maxi 4 titres) (1982)

Presence
- Toutes directions (Mini-LP) (1984)

Tales
- Wild transmission (maxi 3 titres) (1983)

Alea jacta est/Anthrax/Ventre/Funeral party
- Compilation Mistral musique volume 1 (1984) (en tant que producteur exécutif)

Bootleggers
- Série B (1984)
- Les mensonges de la nuit (1986)

Still Life
- Dog's Brother (1988)

### Albums CD
The Needs
- Dyin'on blue pebbles (1991 GACD1/New Rose)
- As the wreck knows the waves...(1992 GACD2/MEDIA 7)
- Hatemarket (1994 GACD3/MEDIA 7)

### 45 tours
The Needs
- The nigger/sad hours (live) 1993